# From Then Until
From Then Until (Tiếng Việt: Từ Trước Đến Nay) là đĩa mở rộng đầu tay của ca-nhạc sĩ người Mỹ Raven-Symoné. Đĩa EP này bao gồm các bài hát cũ của cô được thu âm năm 1998 và 1999 và được phát hành bởi hãng TMG Records.

## Thông tin bên lề
Sau thành công của album thứ ba của Symoné, This Is My Time (2004), Crash Records đã bán bản quyền của các bài hát do cô trình bày cho hãng TMG Records, hãng từng cộng tác với RayBlaize và công ty đang cộng tác với cô lúc ấy là Hollywood Records. Đĩa mở rộng này được phát hành lại vào ngày 31 tháng 10 năm 2006 với tên From Then Until. Bản phát hành lại gồm video ca nhạc của bài "With A Child's Heart", đằng sau hậu trường và những tiết mục trực tiếp. Ngoài ra, From Then Until gồm một nửa bản remix International House Mix của "With a Child's Heart", và 3 ca khúc chưa từng phát hành được đặt ở cuối đĩa.

## Danh sách ca khúc
1. "People Make the World Go Round" – 3:47
2. "Best Friends" – 4:15
3. "Slow Down" – 4:25
4. "Hip Hoppers" – 4:03
5. "I Can Get Down" – 2:30
6. "Bounce" – 3:17
7. "With a Child's Heart (Uptempo)" – 3:53
8. "I Love You" – 4:50
9. "Lean On Me" – 2:41
10. "With a Child's Heart (Ballad Version)" – 5:33
11. "Pure Love (International Remix)" – 3:28
12. "With a Child's Heart (International House Mix)" – 1:57
13. "Big Thangz" – 1:38
14. "Incomplete" – 1:28
15. "Ear Candy" – 0:50

## Xếp hạng
| Bảng xếp hạng                          | Vị trí |
| -------------------------------------- | ------ |
| ARIA Charts                            | 56     |
| Japan Oricon International Album Chart | 34     |